# I Want to Be a Soldier
I want to be a Soldier (Originaltitel De mayor quiero ser soldado) ist ein spanisch-italienisches Filmdrama, das auf den internationalen Filmfestspielen in Rom im Jahr 2010 seine Premiere hatte. Es ist der vierte Spielfilm des Regisseurs Christian Molina.

## Handlung
Alex ist ein zehn Jahre alter Junge, der wenig Freunde hat. Er beginnt sich einen imaginären Freund auszudenken und nennt diesen Captain Harry. Alex will Astronaut werden und so nimmt er sich Captain Harry zum Vorbild, da dieser ein Astronaut ist. Nach der Geburt seiner Zwillingsgeschwister fühlt sich Alex von seinen Eltern mehr als vernachlässigt. Er bittet seinen Vater, ihm seinen eigenen Fernseher zu kaufen und lässt diesen in seinem Zimmer aufstellen. Alex schaut nun stundenlang Filme, die Gewalt und Mord verherrlichen. Als sich sein Verhalten gegenüber seinen Eltern und Mitschülern verschlimmert, indem er Mitschüler verprügelt, gegen seine Eltern rebelliert und sogar Tiere quält, wird Captain Harry durch Sergeant John Cluster ersetzt. Als neues Vorbild bringt dieser Alex bei, wie Alex seinen neuen Traum, ein großer Soldat zu werden, wahr machen kann.

## Kritiken
„Dramatischer Thriller mit aufgesetzter Medienschelte. Schwer zu durchschauen ist die iberisch-italienische Herkunft des Films, der sich in allen Belangen Mühe gibt, als US-Produktion durchzugehen.“